# Афтан (Њујорк)
Афтан (енгл. Afton) град је у америчкој савезној држави Њујорк.

## Демографија
По попису из 2010. године број становника је 822, што је 14 (-1,7%) становника мање него 2000. године.
| Група             | 2000.       | 2010.       |
| Белци             | 812 (97,1%) | 780 (94,9%) |
| Афроамериканци    | 1 (0,1%)    | 2 (0,2%)    |
| Азијати           | 1 (0,1%)    | 6 (0,7%)    |
| Хиспаноамериканци | 11 (1,3%)   | 30 (3,6%)   |
| Укупно            | 836         | 822         |